# Förförstärkare

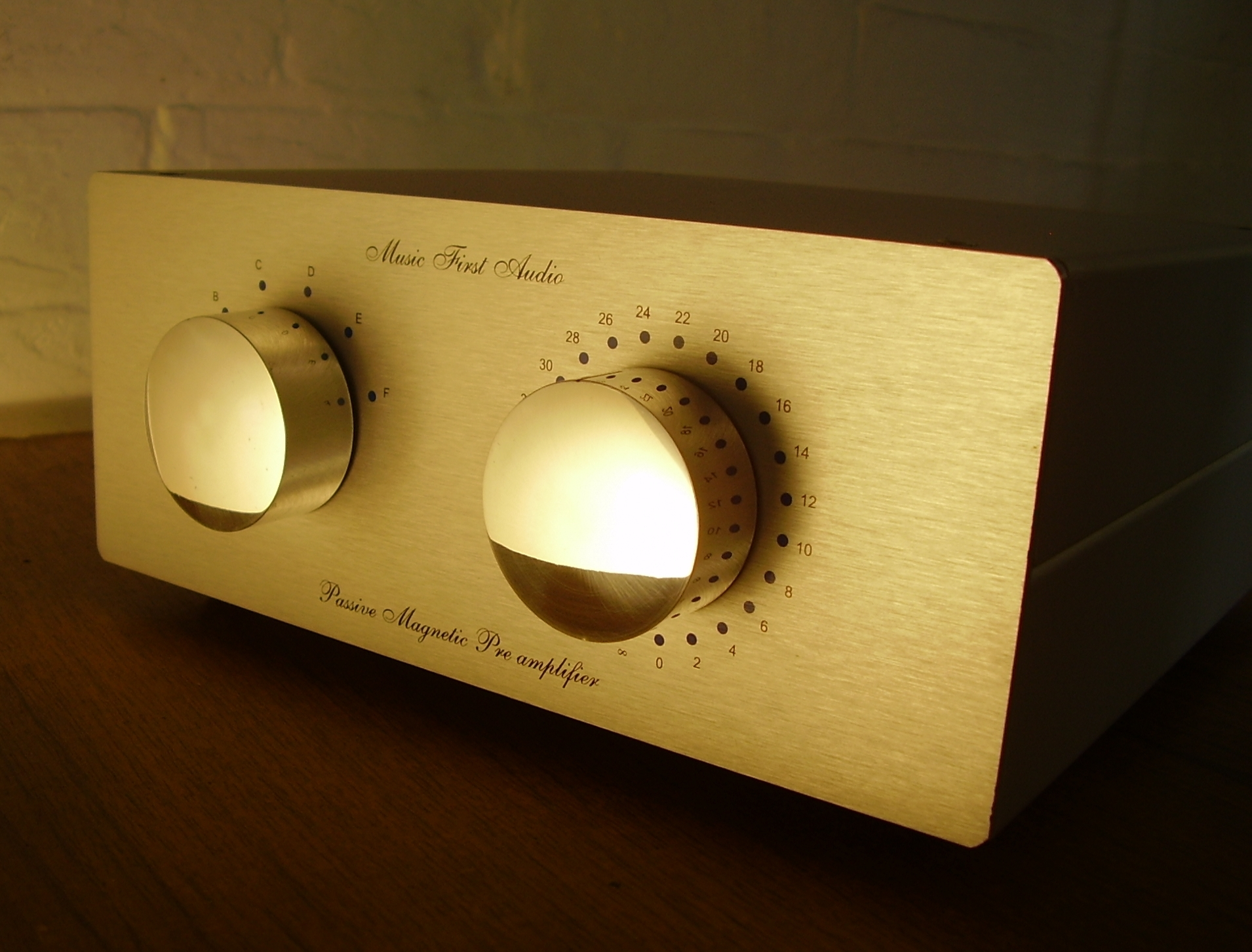
Förförstärkare med väljare av signalkälla och volymkontroll

Förförstärkaren (försteget) utgör en del i en förstärkarkedja i en musik-/HiFi-anläggning. Det är en elektronisk krets som kan rymmas in en separat apparat eller vara hopbyggd med slutsteget till en integrerad förstärkare men i sammanhang där hög effekt eller en mera flexibel uppbyggnad av anläggningen krävs är enheterna ofta separata.
Separata förförstärkaren oftast medger val av signalkälla (CD-spelare, skivspelare, radiotuner, bandspelare etcetera) samt möjlighet att reglera volymen. De kan ha ytterligare optionella funktioner, som till exempel RIAA-steg (steg med frekvensberoende förstärkning enligt RIAA-standarden för skivspelare), balanskontroll, bas- och diskantreglering, eventuella filter eller en equalizer.
I PA-anläggningar och inspelningsutrustning ersätts förförstärkaren normalt av ett mixerbord med samma funktioner, men med fler ingångar och större möjligheter att manipulera ljudet.